# أونام

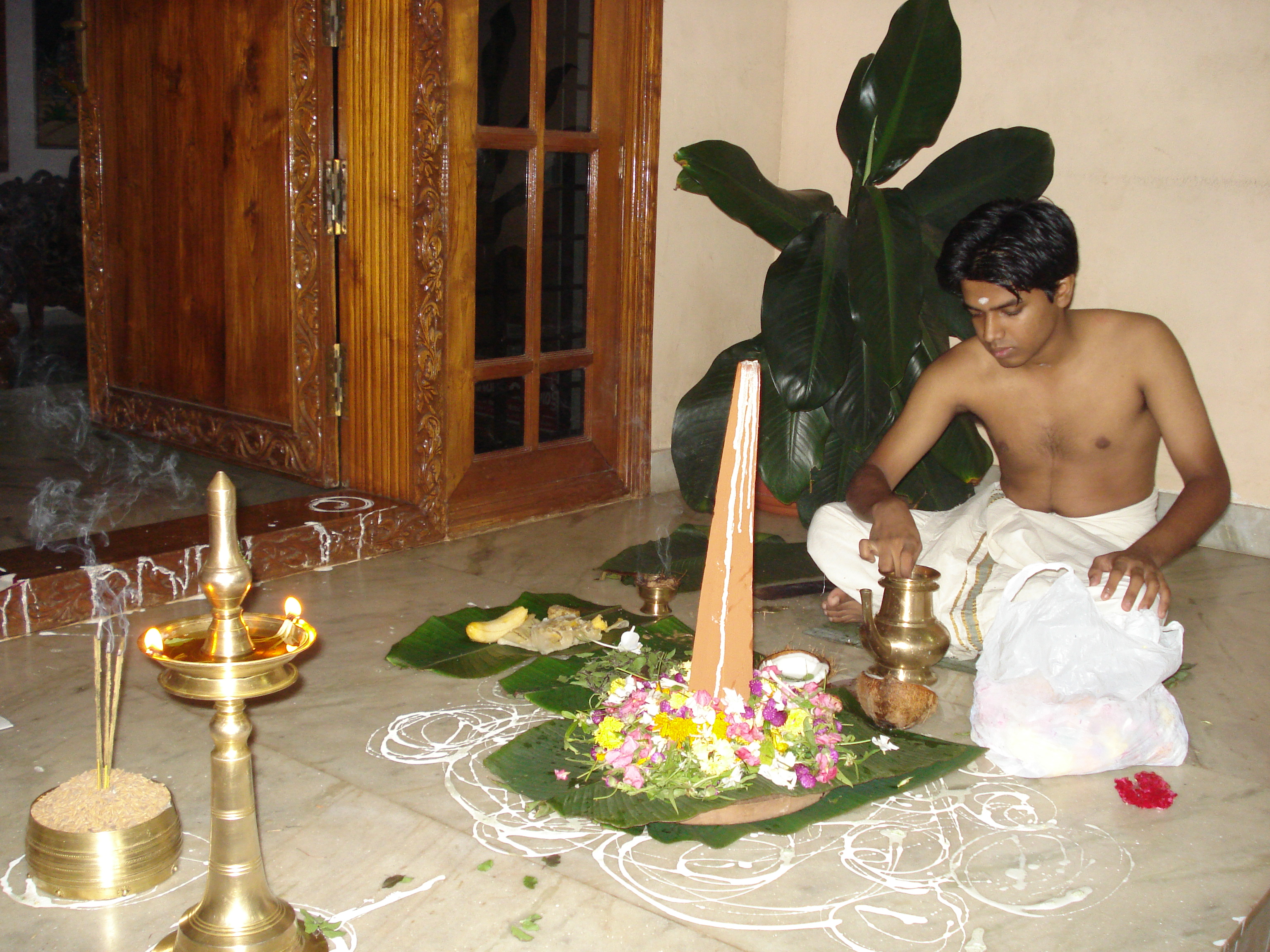
الإستعداد ليوم ثيروفونام

أونام، مهرجان حصاد سنوي هندي عام، ويحتفل به أهل منطقة كيرلا بشكل خاص، وهو من المهرجانات التعبدية في الهند، ويحتفل به سنويًا وفقًا للتاريخ المالاوي في شهري أغسطس أو سبتمبر، وتكون مدة هذا العيد 10 أيام، ويتناول فيه المحتفلون الأرز ويقومون أحيانًا بتشذيب الزهور وتزيينها في مسابقات تقام خصيصًا لذلك في نفس الاحتفال. يعد

## نبذة
هذا الاحتفال هو احتفال عبادة يعتقد فيه المحتفلون أن هناك ملك اسمه ماهابالي يأتي من العالم السفلي لرؤية شعبه يعيشون بسعادة، ويقومون بالاحتفال بهذا العيد تكريمًا لهذا الملك الذي يقدسونه ويبجلونه. وماهابالي هو ملك ذُكر في الكتاب المقدس الهندي ويعتقدون أنه نزل إلى منطقة باتالا في العالم السفلي، وينقسم العالم السفلي في علم الكونيات الهندوسية إلى 7 أقاليم تقع كلها تحت الأرض، ومن أسماء هذه الأقاليم: أبناء الشيطان دانو، أبناء الشيطان دانفاس، باتالا، دايتياس، ياكشاس، وغيرها، وتتكون السماء من 7 أقاليم أخرى أحدها إقليم الأرض الذي يعيشون هم فيه. وكذلك يحتفلون بهذا العيد احتفالا بميلاد سري بادمانابهان، وهو الإله الذي يعتقدون بأنه يقوم بحكم عاصمة ولاية كيرلا الهندية ثيروفانانثابورام.
ومن فقرات الاحتفال بهذا العيد أن المحتفلون يقومون بأكل الأرز والخضار وعدد من الأصناف قد تصل إلى 26 صنف على أوراق الموز الكبيرة مباشرة لاعتقادهم أن الموز هي فاكهة الجنة، ومن تلك الأصناف:

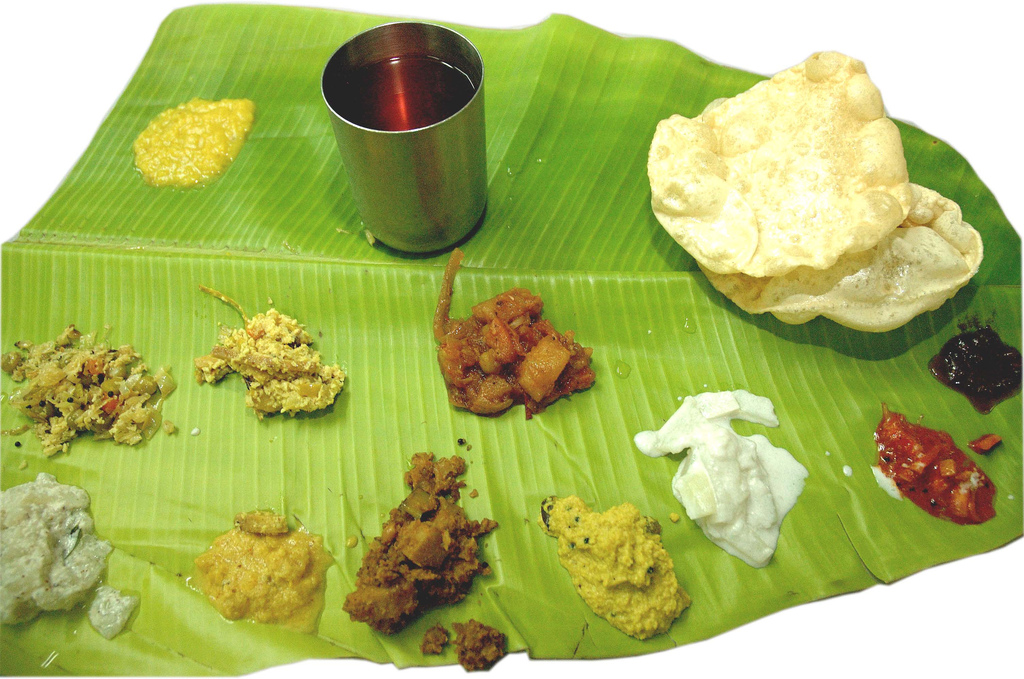
أحد الأطباق التي تقدم في أونام

- الأرز
- رقائق البطاط أو الموز
- المخلل
- اللبن
- الصلصة المحضرة من جوز الهند
- الكاري النباتية
- بابادم
- طبق حلو مصنوع من الحليب والسكر

## عقائد أونام
من الاعتقادات التي يعتقدونها أنه يجب عليهم أكل «غداء أونام» حتى لو اضطر أحدهم إلى بيع ممتلكاته لشراء الغداء.

## أيام أونام
وتكون فترة الاحتفال 10 أيام، وهي مقسمة على النحو التالي:
1. يوم أثام: اليوم الأول لبداية الاحتفالات وفقًا للتواريخ المالايالامية، وهو اليوم الذي يستعد فيه الملك ماهابالي للطلوع من العالم السفلي للقاء الشعب، وهو اليوم الذي تحتفل في معابد كيرلا بهذا العيد، ويكون في هذا اليوم احتفالات صاخبة في الشوارع بالرقص والغناء والمواكب المكونة من الفيلة والعروض الشعبية، ويتم نشر تماثيل الملك ماهالابي على مداخل جميع البيوت.[2]
2. يوم تشاثيرا: يبدأ الناس بتنظيف منازلهم، ووضع الورود الصفراء والبرتقالية في منازلهم.
3. يوم تشودي: يتم زيادة عدد الزهور ووضع 5 ألوان أخرى، ويبدأ المتعبدون بهذا العيد بالنزول إلى الأسواق وشراء الملابس الجديدة والهدايا والمجوهرات.
4. يوم فيشاكام: اليوم الرابع من عيد أونام يحاول المحتفلون جعله أسعد الأيام، وتقام فيه الكثير من المسابقات وتوزع فيه الهدايا.
5. يوم انيزهام: اليوم الخامس تقام فيه مسابقات القوارب التي تكون على شكل أفعى.
6. يوم ثريكيتا: اليوم السادس يحتفل الجميع مع أهله وأقاربه، ويتم توزيع الورود فيما بينهم.
7. يوم مالوم: في اليوم السابع يتم إعداد الولائم الكبيرة من الغداء للمحتفلين، وتقدم أصناف الأكل على ورق الموز.
8. يوم بورادام: في اليوم الثامن تبدأ الطقوس التقليدية للعبادة، حيث سيتم غسل تماثيل الملك ماهالابي وتنظيفها، ويتم مباركة الأطفال السغار بدعوة الملك ماهالابي.
9. يوم يوثرادوم: اليوم التاسع هو اليوم قبل الأخير من الاحتفالات، ويشتري فيه المحتفلون الخضار والفواكه الطازجة، وهو اليوم الذي يعتقد فيه المحتفلون أن الملك ماهالابي يصل إلى الشعب.
10. يوم ثيروفونام: اليوم العاشر والأخير تقام فيه العديد من الكرنفالات، وهو اليوم الأشد تقديسًا، وهو اليوم الذي يلتقي فيه الملك بشعبه السعيد، ويُعتبر هذا اليوم كذلك هو يوم ميلاد إله عاصمة ولاية كيرلا ثيروفانانثابورام.